# Sweets for My Sweet
Sweets for My Sweet är en låt skriven av Doc Pomus och Mort Shuman till den amerikanska gruppen The Drifters. Låten lanserades som singel av gruppen 1961 och den nådde #16 på Billboard Hot 100 i USA. Låten har en närmast mambo-liknande takt med prominenta pianopartier och huvudsångare på inspelningen är Charlie Thomas.
1963 valde den brittiska gruppen The Searchers att spela in låten som sin debutsingel. Searchers version går i betydligt snabbare tempo och har istället för piano elgitarrer som huvudinstrument. Låten blev en stor framgång i hemlandet där den blev singeletta, men den listnoterades inte alls i USA där Drifters originalversion fortfarande var mest välkänd.
1979 spelades låten in av Tony Orlando som hade viss framgång i USA med den.

## Listplaceringar The Searchers
| Lista (1963)   | Position         |
| -------------- | ---------------- |
| Frankrike      | 84               |
| Irland         | 1                |
| Norge          | 8 (VG-lista)     |
| Storbritannien | 1                |
| Sverige        | 5 (Kvällstoppen) |
| Sverige        | 2 (Tio i topp)   |
| Västtyskland   | 44               |